# Open Source Ecology

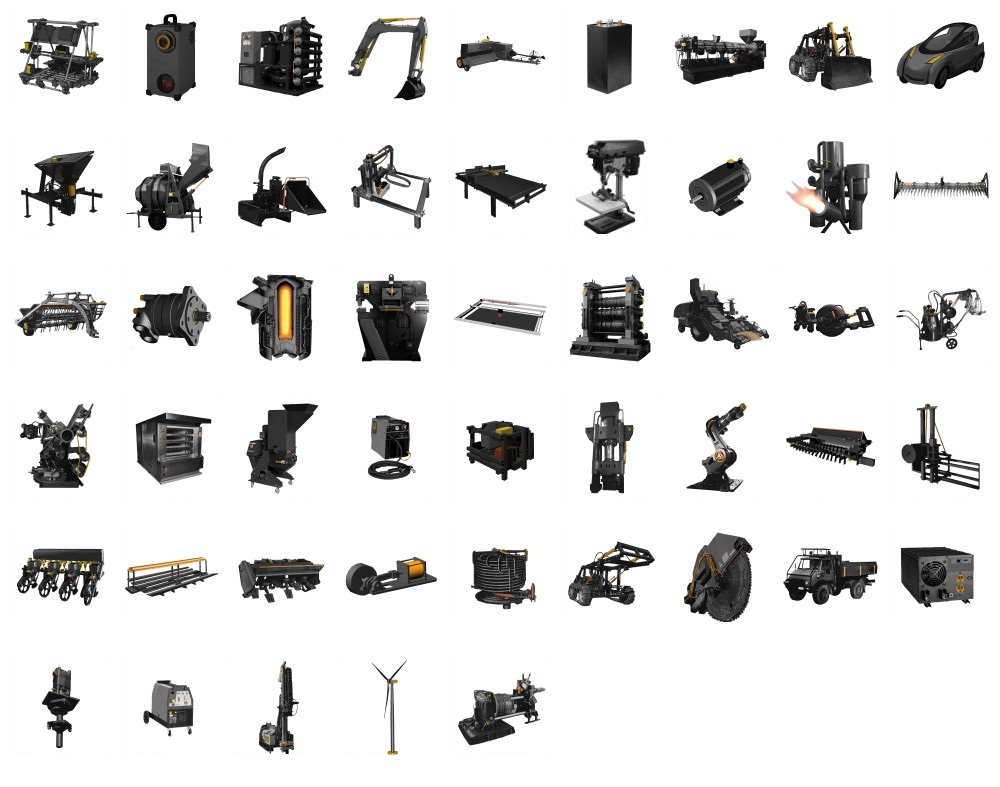
50 strojů, které tvoří Global Village Construction Set

Open Source Ecology (OSE) je komunita zemědělců, inženýrů, architektů a příznivců, jejímž hlavním cílem je případná výroba Global Village Construction Set (GVCS). Dle Open Source Ecology je GVCS otevřená technologická platforma, která umožňuje snadné zhotovení 50 různých průmyslových strojů, které umožní vybudovat malou civilizaci s moderním komfortem. Skupiny v Oberlinu v Ohiu, v Pensylvánii, New Yorku a Kalifornii vytváří plány a staví prototypy za účelem jejich převedení do Missouri. Stroje jsou konstruovány a zkoušeny na Factor e Farm na venkově v Missouri. V současné době studie 3D-tisku OSE experimentuje s RepRap, podle návrhu koncepce udržitelného rozvoje.

## Historie
Marcin Jakubowski Ph.D. založil skupinu v roce 2003. V posledním roce jeho disertační práce na University of Wisconsin, měl pocit, že jeho kariéra byla příliš uzavřen od světových problémů, a chtěl jít jinou cestou. Po promoci se věnoval výhradně OSE.
OSE se dostalo na světovou scénu v roce 2011, kdy Jakubowski představil svůj Global Village Construction Set TED Talk. Krátce poté, co GVCS vyhrálo Green Project Contest časopisu Make. Internetové blogy Gizmodo a Grist produkoval detailních prvky OSE. Jakubowski se od té doby stal Shuttleworth Foundation Fellow (2012) a TED Senior Fellow (2012).
Open Source Ecology se vyvíjí také v Evropě jako OSE Europe.

## Factor e Farm
Factor e Farm je hlavním ústředím, kde jsou stroje prototypovány a testovány. Farmě samotná slouží také jako prototyp. K dispozici je velká zahrada, včetně ovocných stromů, stejně jako skleník pro produkci potravin.

## Současný pokrok
Od roku 2014 byly ke dvanácti z navržených padesáti strojů vytvořeny plány a prototypy. Ke čtyřem z nich byla zpracována kompletní dokumentace. V říjnu 2011 shromáždila kampaň na Kickstarteru 63 573 USD na výdaje projektu a výstavby výcvikového zařízení projekt byl financován nadací Shuttleworth a je semifinalistou na Focus Forward Film Festival.
- Powercube v7 Assembly video
- Liberator Compressed Earth Brick Press v4 Assembly video
- LifeTrac tractor - Design Rationale
- LifeTrac tractor - Fabrication Report
- LifeTrac tractor- Fabrication Drawings

## Ceny a uznání
- V roce 2011 projekt zvítězil v Green Project Contest pořádané časopisem Make[18]
- Byl také vybrán jako jeden z 21 semifinalistů pro Buckminsterem Fuller Challenge, mezi 162 účastníky.[19]
- TIME ocenil Civilization Starter Kit od OSE jako přední vynález roku 2012.[20]

## Seznam strojů
The Global Village Construction Set (GVCS) zahrnuje těchto 50 průmyslových strojů:
| Kategorie   | Global Village Construction Set (GVCS) |
| ----------- | --- |
| Habitat     | Compressed earth block press v4 • Stavební míchačka • Pila • Buldozer • Nakladač |
| Zemědělství | Traktor: LifeTrac v3 • Secí stroj • Shrnovač píce • Malotaraktor • Rototiller • Spader • Hay cutter • Zákopník • Pekařská pec • Dojící stroj • Kombajn • Balíkovač • vrtná souprava                                                                                            |
| Průmysl     | Multimachine • Hutník • Laserová řezačka • svářečka • Plazmová řezačka • Průmyslová pec • CNC svářecí stůl • Vál na kov • Mlýn na drát a tyč • Press forge • Universalní rotor • Vrtačka • 3D tiskárna • 3D Scanner • CNC fréza na plošné spoje • Průmyslový robot • Štěpkovač |
| Energie     | Power Cube: PowerCube v7 • Zplyňovací hořák • Solární koncentrátor • Elektro motor / Elektro generátor • Hydraulický motor • Nickel–železo baterie • Parní stroj • Parní kotel • Větrná turbína • Peletizátor • Universální napájení                                           |
| Materiály   | Aluminium extractor • Extrudér Bioplastů |
| Transport   | Auto • Nákladní automobil |

## GVCS replikace
Během října 2011 byla dokončena první úspěšná duplikace Global Village Construction Set třetí stranu. Jason Smith spolu s Jamesem Sladem a jeho organizace Creation Flame vytvořil fungující open source CEB press. skupina v Baltimore v Marylandu a skupina v Dallasu v Texasu také začaly výrobu z strojů GVCS.